# Операция «Стальной занавес»
Операция «Стальной занавес» (англ. Operation Steel Curtain) — военная операция, проведенная войсками международной коалиции в начале ноября 2005 на северо-западе Ирака на границе с Сирией, чтобы приостановить проникновение через ирако-сирийскую границу иностранных добровольцев, присоединяющихся к силам антиамериканских формирований. В данной операции впервые принимала активное участие новая иракская армия. Операция проводилась в рамках массированной военной акции — Операции «Охотник».

## Ход операции
5 ноября морские пехотинцы Корпуса морской пехоты США начали штурм города Хусаибе, удерживаемый повстанцами. Город был очищен от них в последующие 4 дня. Затем, 10 ноября началась атака на Аль-Карабила на предмет поиска сбежавших из Хусаибе повстанцев. После четырёхдневных боёв, когда Аль-Карабила был полностью «зачищен», наступила следующая фаза операции — в Обейди, городе, ставшим перевалочной базой для сотен повстанцев из Сирии.
В городе, в мае 2005 года, уже проводилась Операция «Матадор». За прошедшие месяцы повстанцы вернули себе контроль над городом и отлично укрепили его в ожидании атак коалиционных сил. После семидневной осады и пяти авиаударов ВВС США по городу, войска коалиции вступили и закрепились в городе. На этом военная Операция «Стальной Занавес» завершилась.

## Результаты
Американские официальные лица сообщили, что в ходе операции было убито 139 повстанцев и 256 человек было взято в плен. По их словам, операцию «Стальной Занавес» можно считать успешной. По крайней мере, погибло 10 морских пехотинцев и неизвестное число иракских солдат. В Хусаибе на постоянной основе были размещены американские морские пехотинцы и подразделение иракских правительственных вооруженных сил. Командование армии США решило укрепить этот регион, поскольку оно не собиралось терять контроль над городом, который до этой операции был крупным перевалочным пунктом для иностранных боевиков, прибывавших в Ирак из Сирии.